# For the Night People
For the Night People — студийный альбом американской певицы Джули Лондон, выпущенный в 1966 году на лейбле Liberty Records. Продюсером альбома выступил Кельвин Картер, аранжировщиком — Дон Бэгли.

## Отзывы критиков
Ник Дедина из AllMusic отметил, что джазовое трио, состоящее из голоса, контрабаса и гитары, и созданные Доном Бэгли аранжировки с тонкими струнными диаграммами, создают интимную атмосферу диска. В целом он назвал сессию сдержанной и меланхоличной, а также заявил, что данный альбом обязателен для всех поклонников Лондон.

## Список композиций
| №  | Название                                              | Автор(ы)                           | Длительность |
| -- | ----------------------------------------------------- | ---------------------------------- | ------------ |
| 1. | «Won’t You Come Home Bill Bailey»                     | Хью Кэннон                         | 2:23         |
| 2. | «I Got It Bad (and That Ain’t Good)»                  | Дюк Эллингтон, Пол Фрэнсис Уэбстер | 4:00         |
| 3. | «Saturday Night (Is the Loneliest Night of the Week)» | Жюль Стайн, Сэмми Кан              | 2:41         |
| 4. | «God Bless the Child»                                 | Артур Герцог мл., Билли Холидей    | 3:40         |
| 5. | «Am I Blue?»                                          | Гарри Акст, Грант Кларк            | 3:29         |

| №                   | Название                     | Автор(ы)                       | Длительность |
| ------------------- | ---------------------------- | ------------------------------ | ------------ |
| 1.                  | «Dream»                      | Джонни Мерсер                  | 2:33         |
| 2.                  | «Here’s That Rainy Day»      | Джимми Ван Хьюзен, Джонни Бёрк | 3:10         |
| 3.                  | «When the Sun Comes Out»     | Гарольд Арлен, Тед Колер       | 3:11         |
| 4.                  | «Can’t Get Out of This Mood» | Джимми Макхью, Фрэнк Лессер    | 3:17         |
| 5.                  | «I Hadn’t Anyone Till You»   | Рей Нобл                       | 2:42         |
| 6.                  | «I’ll Never Smile Again»     | Рут Лоу                        | 2:42         |
| Общая длительность: | Общая длительность:          | Общая длительность:            | 33:31        |

## Участники записи
- Джули Лондон — вокал
- Дон Бэгли[англ.] — контрабас, аранжировщик